# Закобякино
Закобякино — село в Любимском районе Ярославской области России.
С точки зрения административно-территориального устройства входит в состав Осецкого сельского округа. С точки зрения муниципального устройства входит в состав Осецкого сельского поселения.

## География
Находится в пределах центральной части Московской синеклизы Восточно-Европейской (Русской) платформы,

## История
Закобякино упоминается в костромских писцовых книгах в 1629 году вместе с другим когда-то существовавшим здесь селом — Богородским на Осеку. С образованием Ярославской губернии вошло в Любимский уезд.
С 1923 по 1929, после укрупнения административных образований Ярославской губернии, село вместе со территорией упраздненного Любимского уезда входило в Даниловского уезда Ярославской губернии. Вновь передано в восстановленный Любимский район Ивановской промышленной области в 1929 году, с 1936 — в составе того же Любимского района Ярославской области.

## Происхождение названия
Существуют две версии происхождения названия. Согласно первой, долгое время в селе жил ордынский хан по имени Кобяк. Согласно другой, через село проходил тракт и для проезжающих путников было построено множество кабаков; само селение находилось чуть дальше, отсюда и название села Закобякино (за кабаками).

## Население
| 1859 | 1914 | 2002 | 2007 | 2010 |
| ---- | ---- | ---- | ---- | ---- |
| 219  | ↗230 | ↘148 | ↘110 | ↗126 |

## Известные жители
родились
- Каликинский, Александр Арсеньевич (1915—1993) — доктор сельскохозяйственных наук, профессор; Заслуженный работник высшей школы Белорусской ССР (1980).
- Кудрявцев, Леонид Дмитриевич (1928—2019) — директор завода Воронежсинтезкаучук (1961—1977, 1981—1998), Герой Социалистического Труда.
- Филофей (Успенский) (1808—1882) — митрополит Киевский и Галицкий.

жили
- Кудрявцев, Александр Сергеевич (1909—1945) — танкист Великой Отечественной войны, Герой Советского Союза (1946).
- Пшеницин, Геннадий Александрович (1922—1944) — участник Великой Отечественной войны, Герой Советского Союза (1944).

## Инфраструктура
Образование
Закобякинская средняя школа
Сельское хозяйство
В 1930-х годах начала действовать Закобякинская машинно-тракторная станция.
Культура
В селе действует Успенская церковь, построенная по проекту Андрея Михайловича Достоевского, брата писателя Федора Достоевского. Церковь построена на средства прихожан на месте сгоревшего деревянного храма.
Планируется строительство межпоселкового газопровода высокого давления: г. Любим — с. Закобякино — д. Булаково (I очередь).

## Транспорт
Межрегиональная автодорога 78К-0008, автодороги местного значения.

## Закобякино в культуре
Песня «А в Закобякино идут дожди» группы «Чё те надо?».
В сентябре 2011 г. в селе Закобякино снимались эпизоды фильма «Страсти по Чапаю».